# Побоище (Башкортостан)
Побоище (баш. Побоище) — село в Кугарчинском районе Республики Башкортостан Российской Федерации. Административный центр Побоищенского сельсовета.

## География

### Географическое положение
Расстояние до:
- районного центра (Мраково): 55 км,
- ближайшей ж/д станции (Мелеуз): 122 км.

## Население
| 2002 | 2009 | 2010 |
| ---- | ---- | ---- |
| 247  | ↘198 | ↘194 |

Национальный состав
Согласно переписи 2002 года, преобладающая национальность — русские (100 %).